# Função W de Lambert
A função W de Lambert, devida ao matemático suíço Johann Heinrich Lambert, é a função transcendental que resolve a equação em y:
{\displaystyle ye^{y}=x\,}
Ou seja, se y = W(x), então y resolve y ey = x.
A função W de Lambert pode ser vista como a função inversa de {\displaystyle y=f(x)=xe^{x}\,}, uma função decrescente para {\displaystyle x<-1\,} e crescente para {\displaystyle x>-1\,}. O mínimo global de f é dado por {\displaystyle f(-1)=-1/e\,}. Por esta razão {\displaystyle W\,} é uma função multivalorada, mas pode ser definida univocamente como uma função real no intervalo {\displaystyle (-1/e,\infty )\,}.

## História
Lambert primeiro considerou a Equação Transcendental de Lambert in 1758 e isto levou a um artigo de Leonhard Euler em 1783 que discutia o caso especial wew. A função inversa de wew foi primeiro descrita por Pólya e Szegö em 1925.  função Lambert foi "redescoberto" por dez anos em aplicações especializadas, mas sua importância não é muito apreciado até a década de 1990. Quando foi anunciado que a função W de Lambert deu uma solução exata para os autovalores de energia do sistema quântico correspondente ao modelo descrito pelo operador de Dirac para duplicar e, no caso da igualdade de encargos - um problema de física fundamental - e Corless desenvolvedores de outros sistemas Maple fez uma pesquisa bibliográfica e descobriu que esta função está em toda parte em aplicações práticas.

## Diferenciação e integração
Por diferenciação implícita, é que W satisfaz a equação diferencial ordinária.
{\displaystyle z(1+W){\frac {dW}{dz}}=W\quad \mathrm {para\ } z\neq -1/e\,,}
portanto:
{\displaystyle {\frac {dW}{dz}}={\frac {W(z)}{z(1+W(z))}}\quad \mathrm {para\ } z\neq -1/e\,.}
A função W (x), e algumas expressões envolvendo W(x) pode ser integrada com a regra de substituição w = W(x),  ou seja, x = w ew:
{\displaystyle \int W(x)\,dx=x\left(W(x)-1+{\frac {1}{W(x)}}\right)+C}

## Série de Taylor
A série de Taylor de W0 em torno de 0 pode ser resolvido pelo teorema de inversão de Lagrange, que é derivada de:
{\displaystyle W_{0}(x)=\sum _{n=1}^{\infty }{\frac {(-n)^{n-1}}{n!}}\ x^{n}=x-x^{2}+{\frac {3}{2}}x^{3}-{\frac {8}{3}}x^{4}+{\frac {125}{24}}x^{5}-\cdots }
O raio de convergência é de 1/e, como mostrado pelo critério de d'Alembert. A função definida pela série pode ser estendida a uma função holomorfa definida para todos os números complexos, com um corte de ramo no intervalo (−∞, -1/e]; a função holomorfa definida acima do ramo principal da função W de Lambert.

## Generalizações
O padrão Lambert W funçãoi expressa soluções exatas transcendentais equações  algébricas (em x) da forma:
{\displaystyle e^{-cx}=a_{o}(x-r)~~\quad \qquad \qquad \qquad \qquad (1)}
onde a0, c e R são constantes reais.  A  solução é  {\displaystyle x=r+W(ce^{-cr}/a_{o})/c}.  Generalizações da função W de Lambert incluem:
- Aplicações para a relatividade geral e a mecânica quântica (gravitação quântica) em dimensões inferiores, na verdade um link anteriormente desconhecido (desconhecido antes do artigo de 2007 por Farrugia, Mann e Scott[8]) entre estas duas áreas, onde a mão-direita dos lados de (1) é agora um polinomial quadrática em x:

{\displaystyle e^{-cx}=a_{o}(x-r_{1})(x-r_{2})~~\qquad \qquad (2)}
e em que r1 e r2 são reais constantes de distintas, as raízes do polinômio quadrático.  Aqui, a solução é uma função tem um argumento x único, mas como os termos e ri  e ao são parâmetros dessa função.  A este respeito, a generalização assemelha a hipergeométrica função ea função Meijer-G mas que pertence a uma classe diferente de funções. Quando r1 = r2 ambos os lados da (2) pode ser tomada e reduzido a (1) e, portanto, reduz-se a solução a que a função de W padrão. Eq. (2) expressa a equação que rege a Dilaton campo, a partir da qual é derivada a métrica do R = T ou linear de dois corpos problema gravidade em 1 +1 dimensões (uma dimensão espacial e uma dimensão temporal) para o caso de desigualdade (resto massas), bem como, os eigenenergies da mecânica quântica dupla bem Dirac modelo função delta de taxas desiguais em uma dimensão.
- Soluções analíticas das eigenenergies de um caso especial da mecânica quântica problema dos três corpos, ou seja, o íon molecular de hidrogênio (três dimensões).[9]  Aqui, o lado direito de (1) (ou (2)) agora é uma razão de polinômios ordem infinita em x:

{\displaystyle e^{-cx}=a_{o}{\dfrac {\displaystyle \prod _{i=1}^{\infty }(x-r_{i})}{\displaystyle \prod _{i=1}^{\infty }(x-s_{i})}}\qquad \qquad \qquad (3)}
onde ri e si são distintos constantes reais e x é uma função da distância e da eigenenergy internuclear R. Eq. (3) com os seus casos especializados expressa em (1) e (2) está relacionado com uma classe grande de equações diferenciais de atraso.  Graças a noção de Hardy de um "derivativo de falso", exato varias raizes foram encontrados para casos especiais de equação (3).
As aplicações função W de Lambert de problemas físicos fundamentais não se esgotam, mesmo para o caso padrão expressa em (1), como visto recentemente na área da  física atómica e molecular, 
e o critério Keiper-Li para o Hipótese de Riemann.